# Gaujac (Lot i Garonna)
Gaujac – miejscowość i gmina we Francji, w regionie Nowa Akwitania, w departamencie Lot i Garonna.
Według danych na rok 1990 gminę zamieszkiwało 317 osób, a gęstość zaludnienia wynosiła 43 osób/km² (wśród 2290 gmin Akwitanii Gaujac plasuje się na 863. miejscu pod względem liczby ludności, natomiast pod względem powierzchni na miejscu 1251.).